# Theodor Botă
Theodor Constantin Botă (n. 24 mai 1997, Râmnicu Vâlcea, România) este un jucător al clubului FCSB II care joacă pe postul de atacant. Crescut la clubul de juniori Viitorul Mihai Georgescu, în 2015 a fost împrumutat la Sănătatea Cluj în liga a III-a până la sfârșitul anului. În acea perioadă, a început să joace la echipa națională sub 19 ani a României, unde s-a remarcat într-un meci în care a luat locul portarului eliminat în minutul 82 și a salvat un șut sub bară, dar a primit gol din penalty. La sfârșitul sezonului, a fost recrutat de FC Steaua București, dar a fost transferat pentru sezonul de primăvară la FC Gloria Buzău în Liga a II-a, unde a jucat 4 meciuri și a fost din nou convocat la naționala sub 19 ani. În vară, a revenit la Steaua și a debutat în Liga I în meciul cu CSM Politehnica Iași.
| Ani   | Campionat | Echipă           | Meciuri | Goluri |
| ----- | --------- | ---------------- | ------- | ------ |
| 2015- | Liga 1    | Steaua București | 1       | 0      |

## Legături externe
- Theodor Botă Arhivat în 15 septembrie 2016, la Wayback Machine. pe site-ul Stelei